# Phương Định
Phương Định là một xã thuộc huyện Trực Ninh, tỉnh Nam Định, Việt Nam.
Xã Phương Định có diện tích 9,53 km², dân số năm 1999 là 16725 người, mật độ dân số đạt 1755 người/km².